# La leggenda di Redenta Tiria
La leggenda di Redenta Tiria è un romanzo di Salvatore Niffoi; ambientato in Sardegna e scritto  con linguaggio tipico della lingua Sarda: trova ubicazione in cittadelle e paesi inventati come Abacrasta (fulcro del romanzo).
Il romanzo è impostato in modo del tutto originale, la storia non rispetta lo svolgimento cronologico degli eventi  ma è suddiviso in capitoletti narranti ognuno la vita di un abitante di Abacrasta. A narrare ciò è un pubblico ufficiale del comune che firma i nulla osta per seppellire i cadaveri dei morti in Abacrasta. La particolarità di questo comune è che nessuno vi moriva di  morte naturale ma si suicidava dopo aver udito una fantomatica voce che diceva 
 come il nonno del narratore che si era ucciso appendendosi ad un albero con la  cinghia dei suoi pantaloni.
C'è pure chi decide di prendere una laurea in medicina e chirurgia e poi la specializzazione in Psichiatria per capire che cosa spingesse gli abitanti al suicidio; tuttavia lo stesso psichiatra sente la voce e cerca la morte ma il suo atto viene interrotto dall'entrata in scena di Redenta Tiria che professa essere la "Figlia del Sole" ed invita a spargere la voce che suo padre non vuole più queste morti premature. Redenta Tiria è colei che dal punto di vista narrativo rompe la monotonia creatasi nel romanzo impedendo le morti.
Il nome della protagonista è un consapevole impasto di cristianesimo e paganesimo: Redenta, quale sorta di divinità femminile e figlia del sole, è infatti un Cristo sottratto alla tradizione ebraica, quasi l'autore voglia farlo rientrare negli schemi della religione classica.